# Marco Ânio Afrino
Marco Ânio Afrino (em latim: Marcus Annius Afrinus) foi um senador romano nomeado cônsul sufecto para o nundínio de julho a agosto de 66 com Caio Pácio Africano. Entre 49 e 54 foi legado imperial da Galácia.

## Data do consulado
O historiador Paulo Gallivan data o consulado de Afrino e Africano em 67 em sua obra  "Reign of Nero" ("Reinado de Nero"). Contudo, Giuseppe Camodeca publicou uma das "Tabulae Herculei" que mostra que Ápio Ânio Galo e Lúcio Verulano Severo foram cônsules sufectos a partir de 4 de novembro de um ano indeterminado, provando que o ano deles seria 67, dado que já são conhecidos os cônsules deste período em 66.